# Edu (football, 1979)
Pour les articles homonymes, voir Edu et Schmidt.
Luis Eduardo Schmidt dit Edu est un joueur de football né le 10 janvier 1979 à Jaú, municipalité de l'État de São Paulo (Brésil).
Il fait 1,82 m pour 77 kg et joue au poste d'attaquant au SC Internacional.

## Carrière
- 1996-1997 : Esporte Clube XV de Jaú,  Brésil
- 1997-2000 : São Paulo FC,  Brésil
- 2000-2004 : Celta de Vigo,  Espagne
- 2004-2009 : Betis Séville,  Espagne
- 2009-2011 : Internacional,  Brésil
- 2011-2012 : Esporte Clube Vitória,  Brésil
- 2012-nov. 2012[1] : Colorado Rapids,  États-Unis